# Elasmus issikii
Elasmus issikii is een vliesvleugelig insect uit de familie Eulophidae. De wetenschappelijke naam is voor het eerst geldig gepubliceerd in 1961 door Yasumatsu & Kuranaga.